# جوني تيلمان
جوني تيلمان (بالإنجليزية: Johnny Tillman)‏ هو لاعب كرة قاعدة أمريكي، ولد في 6 أكتوبر 1893 في بريدجبورت في الولايات المتحدة، وتوفي في 17 أبريل 1964 في هاريسبرج في الولايات المتحدة.